# Rostrum Records
Rostrum Records je nezavisna diskografska kuća, koju je osnovao Benjy Grinberg 2003. godine u Pittsburghu, Pennsylvaniji. Diskografska kuća trenutno ima šest izvođača. Najuspješniji su Wiz Khalifa i Mac Miller. S uspjehom izvođača Nittya, diskografska kuća potpisala je ugovor s Wiz Khalifom, Mac Millerom i obnovljenim Top Shelfom kojeg čine Big Daddy Kane, Grand Puba i MC Lyte.

## Izvođači
- Wiz Khalifa
- Mac Miller
- Chevy Woods
- Donora
- Vali Porter
- Scott Simons

## Vanjske poveznice
- Službena stranica  Arhivirana inačica izvorne stranice od 2. rujna 2011. (Wayback Machine)
- Rostrum Records na MySpaceu